# Сикорский, Всеволод Михайлович
Все́волод Миха́йлович Сико́рский (бел. Усе́валад Миха́йлавіч Сіко́рскі; 10 октября 1923 года, д. Хутор Червенского района — 22 декабря 1981 года) — белорусский советский философ-марксист и общественный деятель. Доктор философских наук (1967), профессор (1967), заслуженный деятель науки БССР (1971), член-корреспондент Академии наук БССР (1972). Во время Великой Отечественной войны в 1943—1944 годах — комиссар партизанского соединения. Ректор Белорусского государственного университета в период с 1972 по 1978 год.

## Биография
Родился 10 октября 1923 года в деревне Хутор Червенского района. Брат книговеда Н. М. Сикорского.

Могила Сикорского на Восточном кладбище Минска

В 1940 году поступил в Московский государственный полиграфический институт на редакторский факультет. Во время войны участвовал в партизанском движении. Работал в Белорусском государственном музее истории Великой Отечественной войны (1944—1946), член ВКП(б) с 1945 года. Окончил Белорусский государственный университет (БГУ) в 1949 году и аспирантуру там же по кафедре истории философии (1953). В 1954 году защитил кандидатскую диссертацию «Содержание понятия и сущность определения в логике».
Работал в газете «Звязда», корреспондентом газеты «Правда» в БССР. В 1953—1972 годах преподаватель, доцент, профессор, с 1962 года — заведующий кафедрой истории КПСС в БГУ. В 1965 году получил степень доктора философских наук за монографию «Мировой революционный процесс и современный социал-реформизм». С 1972 года — ректор БГУ. 5 октября 1974 года награждён медалью за плодотворный вклад в развитие дружбы и сотрудничества университетов-партнеров ГДР (высшая награда Йенского университета. Депутат Верховного Совета БССР с 1975 по 1980 год.
14 июня 1978 года Постановлением Бюро ЦК КПБ В. М. Сикорский был освобожден от обязанностей ректора БГУ, но до 1981 года продолжал работать заведующим кафедрой истории КПСС гуманитарных факультетов БГУ.
Дочь Светлана.

## Убеждения
Всеволод Михайлович был искренне предан делу партии, один из студентов Сикорского позже вспоминал о нём:
Сикорский был огромного роста, очень худой человек с большими ушами и в больших очках. Он беззаветно любил КПСС и презирал студентов. В том юбилейном ленинском году [1960] Сикорский замучил нас требованием знать назубок работу Сталина «Ленин и Октябрьская революция». Профессор явно шел не в ногу со временем, но упорно продолжал учить нас заветам своего любимого диктатора. Он и сам в то время, использовав удобный момент, выпустил книжку «Партия Ленина — партия народа» и стал членом-корреспондентом Академии наук.

## Научная деятельность
Автор работ по истории КПСС, коммунистического движения, борьбе КПСС против ревизионизма и реформизма. Руководитель авторского коллектива и главный редактор учебника «Курс лекций по истории КПСС».
Автор свыше 170 научных работ, 20 монографий.

## Основные работы
- Марксистский философский материализм. — Минск, 1956;
- Борьба большевиков во главе с В. И. Лениным за чистоту марксистской теории в годы реакции (1907—1910 гг.). — Минск, 1957;
- Октябрьская революция и прогрессивное развитие человечества // Великая Октябрьская социалистическая революция и некоторые вопросы развития советского общества. — Минск, 1957;
- Ревизионизм — главная опасность в рядах международного коммунистического движения на современном этапе. — Минск, 1958;
- Социалистическое государство и современный ревизионизм. — Минск : Издательство БГУ, 1961. — 223 с.
- Мировой революционный процесс и современный социал-реформизм. Мн.: Наука и техника, 1965. — 432 с.
- XXII съезд КПСС. Новая программа партии. М.: Высшая школа, 1968.
- Карл Маркс — великий учитель и вождь пролетариата. - Минск, 1968.
- КПСС на этапе развитого социализма. — Мн.: Изд-во БГУ, 1975.
- Рождение партии нового типа. — Мн.: Изд-во БГУ, 1978.
- Партия класса, партия народа: о единстве классового и общенародного в характере и деятельности КПСС на современном этапе. Минск : Изд-во БГУ, 1980. — 351 с.

## Награды и премии
- Орден Отечественной войны I степени (1949)
- Орден Трудового Красного Знамени (1967)
- Орден Трудового Красного Знамени (1976)